# La Lucha (publicació periòdica)

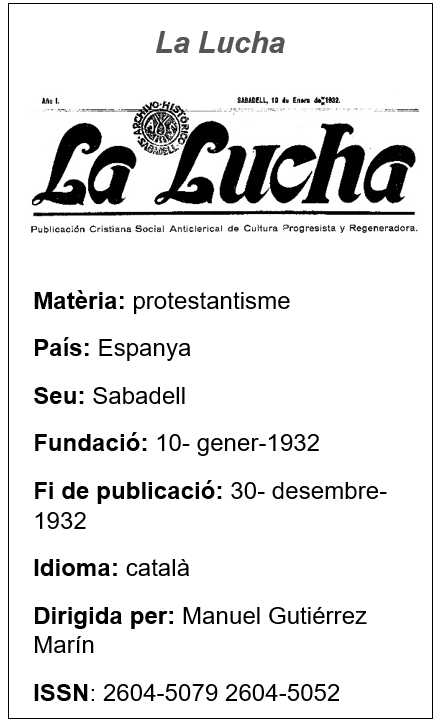
Fitxa de diari "La lucha". Sabadell. 1932

La lluita és una publicació cristiana editada i administrada a la ciutat de Sabadell, en una oficina situada en Cra Barcelona, 48. Així mateix, és la continuació de la revista Acció cultural: portaveu de tot el que simbolitza cultura i regeneració. Va ser publicada en 1932, amb una periocidad trimensual, més específicament els dies 10, 20 i 30 de cada mes. Es trobava sota la direcció de Manuel Gutiérrez Marín i era accessible al públic per un cost de quinze (15) cèntims de pesseta, a més de que també oferia una subscripció anual que no es limitava al nivell nacional, sinó que, també acollia a Amèrica, Portugal, entre altres països.

## Història
Es proposa com la continuació d'Acció cultural: portaveu de tot el que simbolitza cultura i regeneració, revista editava a Sabadell el 1926 i la data exacta de desaparició es desconeix, tot i que s'assumeix, segons una declaració d'un dels redactors que La Lucha li succeeix gairebé immediatament. Es produïa de manera quinzenal i comptava amb un suplement, vida naturista, imprès entre 1930 i 1931.
La primera publicació es va realitzar el 10 de gener de 1932, mentre que l'última va tenir lloc el 30 de desembre de 1932. En total es van editar 36 números, tots a la data acordada cada mes.
Es van elaborar a més dos suplements lligats a la revista:
- La defensa, un suplement pedagògic, dut a terme de manera impresa i la primera aparició es remunta a maig de 1932, alhora que el nombre tres-seu últim nombre- es proposa al juny de el mateix any.
- Laboro: òrgan independent per a la propagació de la llengua internacional Ido entre les races llatí-americanes: suplement idista de la Lluita, és un suplement emès per primera vegada el juliol de 1932 i la vuitena i última edició al·ludeix a desembre del mateix any. Cal ressaltar a més que es publicava amb una periodicitat quinzenal.

## Contingut

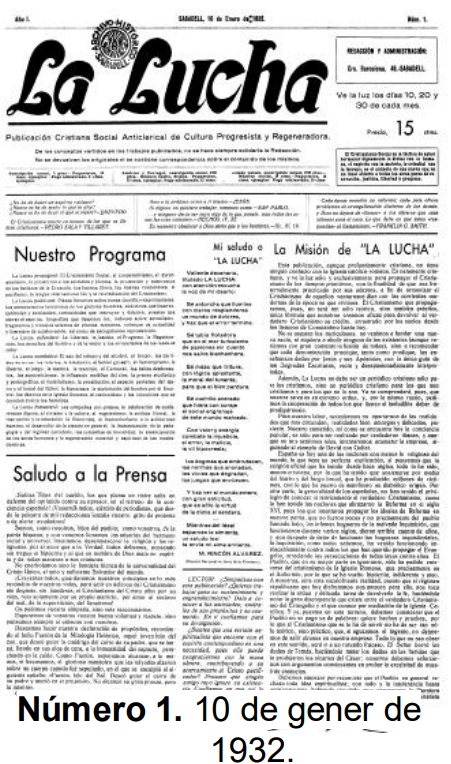
Primera publicació del diari

Té una estructura senzilla, però amb una bona organització. A la part superior se situen dades editorials, com el número de la publicació, la data i l'any pel que fa a l'evolució de la revista. A baix d'això es troben el seu logo i títol fixos al llarg de les edicions, al seu costat voltant doncs es reestructura la capçalera en diverses ocasions- es troba la direcció de la revista, al seu torn que l'anunci de sota esmenta les dates en què es difon, juntament amb el cost de cada exemplar, no sense abans recalcar en una franja el valor de la subscripció anual a nivell espanyol, europeu i altres. Inferior a això se citen dues frases cèlebres i just a l'mig un versicle.
A la part final, freqüentment en el seu últim apartat o paràgraf s'esmenta "cristianisme social", un llibre disponible a la venda i que està directament vinculat amb la revista.
En el butlletí número 01 de La lluita s'exposa la tasca que realitzarà amb les seves publicacions, de manera que afirma que "La Lucha propagarà [...]", "La Lucha publicarà [...]", "La Lucha defensarà [...]", "La Lucha combatrà [...]", "La Lucha fomentarà [...]". S'especifica que el contingut està primordialment enfocat a l'expansió de el coneixement del cristianisme i la seva reivindicació social. S'indica també l'ús de fragments, cites i diferents peces literàries que il·lustrin els plantejaments. D'altra banda, el medi promulga clarament la seva defensa enfront dels drets de diferents col·lectius socials. A més, adverteix la seva postura radical respecte a altres pràctiques socials com el consum de alcohol, el tabac, la hipocresia, etc. I promet que fomentarà les campanyes de moralitat, els valors essencials i la regeneració espiritual.
De la mateixa manera s'inclou una salutació a la premsa per part de la redacció, una salutació a La lluita amb un matís poètic per part de M. Racó Álvarez, la missió de la revista i una invitació oberta a l'lector perquè la comparteixi amb el seu cercle proper i pugui efectuar-se amb una circulació més àmplia. Pel que fa als recursos lingüístics emprats, al llarg de les publicacions prevalen les cites textuals i testimonis juntament amb els fragments de poemes i opinions.

### Gener
Surten a la llum els tres primers números: 10, 20 i 30 de gener 1932.
L'estructura es manté igual durant aquest mes, és a dir, la capçalera es compon de el nom "La lluita", just a la seva dreta es troba la direcció de les seves oficines, sota està els dies en què s'edita la revista, inferior a això el cost d'adquisició. Sota el nom de La Lucha s'especifica la seva raó de ser com a publicació, també el cost de subscripció, i en una franja inferior a tot l'esmentat, tres cites.
Pel que fa a el contingut s'exposa majorment una anàlisi de la societat en relació als valors religiosos, una opinió basada en la bíblia i que vincula el paper de l'estat, el buit espiritual en la manera de viure de les multituds i alguns esments de el moviment obrer. S'inclou també una proposta interessant, una secció de "Ido", una aposta de teòrics per una llengua internacional, de manera que s'intenta seva divulgació.

### Febrer

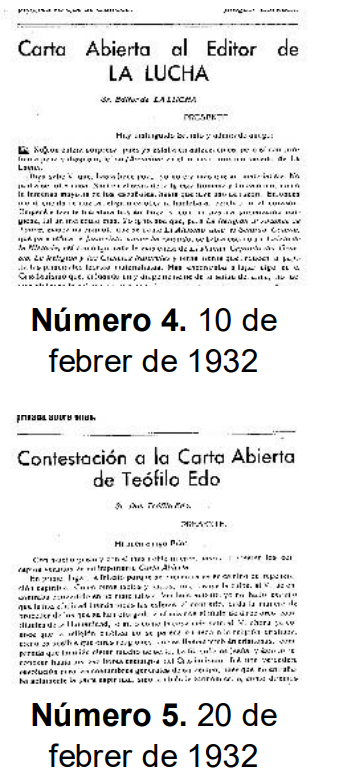
Edició febrer. 4 i 5

Els trimensuales corresponen als números 4,5 i 6: 10, 20 i 29 de febrer 1932.
L'organització s'altera des del primer exemplar, encara que no significativament s'ordena la informació de la capçalera de manera diferent, "La lluita" es manté com a elements principals, però la direcció de l'oficina es posa sota el lema (que es manté al seu lloc), s'eliminen les cites i retalla l'espai de la informació de subscripció. Un dels titulars és "La dissolució dels sectaris de l'Loyola", de manera que inclouen opinions que van en contra de la mateixa religió i mitjançant les posteriors reflexions i arguments exposen la seva postura teològica. A més, incorporen una carta oberta a l'editor que reflecteix una opinió davant el medi i es contesta en l'edició vinent. Cal afegir que es dona una continuïtat a la proposta d'ensenyar / aprendre la llengua "Anat". Finalment, en aquest mes es dona obertura a un espai "consultori", on els lectors poden escriure i donaria resposta.

### Març
Les publicacions 7,8,9 són publicades de manera regular els dies 10,20 i 30 de març.
S'informa en l'edició de el dia 7 que hi haurà un canvi en l'administració de el diari i, per tant, aquells que es desenvolupaven com a redactors, quedarien vinculats com a col·laboradors, és el cas d'Antonio Almudévar, Pedro Marcilla, Pedro Giménez i la direcció ja no estaria en mans de Manuel Gutiérrez Marín. A la fi de totes les publicacions es ressalta la correspondència administrativa i es dona continuïtat a la difusió de "Ido".

### Abril
Els números publicats són 10,11 i 12. S'aborda contingut majoritàriament d'opinió, reflexió lligats a la visió religiosa; de crítica; a part d'alguns consells i cites d'autors reconeguts.
Alguns dels títols són: els relacionats amb una postura reflexiva,“El sembrador”, “El tabaco”, “La confesión”, “Intolerancia clerical”, etc., els que atenen a una postura crítica d'actualitat:: “Aniversario de la Proclamación de la Segunda República”, “El pensamiento en acción”,” Guerra a la guerra”, “La sociedad del porvenir”, “Instantáneas”, etc.Finalment, de consells quotidians i ensenyament:“Decálogo excursionista”, lección de “Ido”, etc.

### Maig

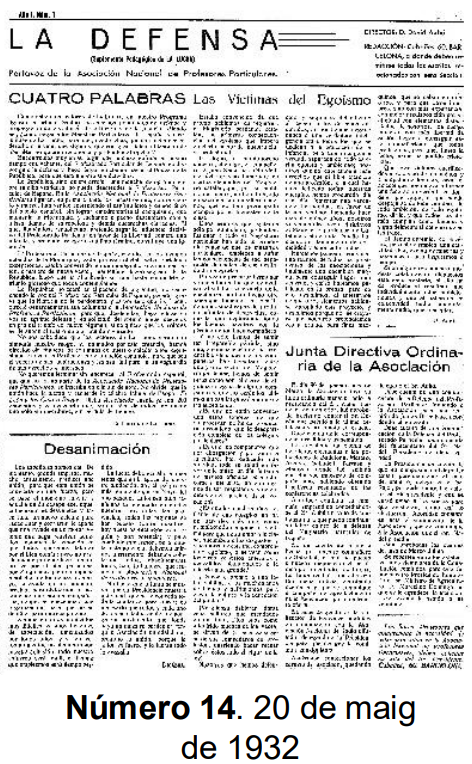
Suplement La defensa

Fa la seva primera aparició el suplement La defensa, aquest complement és dirigit per D. David Auba, el portaveu de l'associació nacional de professors particulars. I s'indica igualment una adreça de redacció - Cabañes, 60, Barcelona- a on s'han de trametre les opinions o participacions lligades directament amb aquesta secció. El primer número es dona en l'edició de el 20 de maig de 1932, i en el seu següent publicació, el 30 de maig, s'inclou també el suplement.

### Juny
Correspon a les edicions 16, 17 i 18.
S'anuncia en el butlletí número 17 la suspensió de l'suplement La defensa a causa de queixes presentades per alguns afiliats a l'Associació Nacional de Professors Particulars enfront de la postura religiosa i caràcter anticlerical de el diari La lluita, sumat això, un desacord entre David Auba i el redactor-editor de La Lucha.

### Juliol
S'incorpora la primera edició de Laboro, Suplement escrit en "Ido" i castellà, sota la redacció de Pedro Mancilla, en principi redactor de "La Lucha" i després col·laborador regular. Laboro es proposa com un espai independent i més ampli per a la difusió de la llengua "Ido" i una breu ensenyament. Cal recordar que prèviament s'havia disposat una secció dedicada a això en el diari La Lucha, igualment a càrrec de Pedro Mancilla.

### agost
Els exemplars del dia 10,20 i 30 d'agost, corresponen respectivament als números 22, 23 i 24.
Es dona continuïtat amb el seu tercer nombre a el suplement Laboro que es col·loca a la pàgina final de la publicació. També es pot evidenciar algunes seccions forts de "La Lucha" que varien la seva temàtica, però es mantenen en la mateixa línia. "Instantáneas", la promoció a el llibre "cristianismo social", "plumas maestras" i la reflexió sobre tabac o alcohol, juntament amb "voces de ultratumba" són seccions infaltables en cada edició.

### Setembre
"El decreto sobre alquileres", "El problema social", "El comunismo cristiano chino" són alguns títols que es van abordar en aquest mes i donen un esbós de el tractament de la informació per part del diari. La publicació no és en si mateixa informativa, sinó que s'orienta més a construir una postura argumentada i donar a conèixer el tema als seus lectors a partir d'ella.

### Octubre
Es publica el número 6 del suplement Laboro, igualment es planteja una llista de contingut formatiu i llibres recomanats per als lectors- com una lectura instructiva i moralitzador, finalment, alguna cosa peculiar és la presència d'una llista de deutors, i titula a l'apartat com "solidaridad contra los morosos", exposant públicament el nom de paqueters que deuen una suma a diferents diaris segons la revista Estudis de València.

### Novembre
S'emeten els exemplars últim i antepenúltim de Laboro, s'inclou el tema religiós encara en aquest apartat. I es disposa una columna tant en castellà com en "Ido". A més, Enmig de la conjuntura electoral i l'estatut de Núria, el diari pren una postura crítica enfront de la manera en què s'està vivint la tensió social i aporta títols com: "En plena batalla electoral", "separatismo recalcitrante", etc.

### Desembre

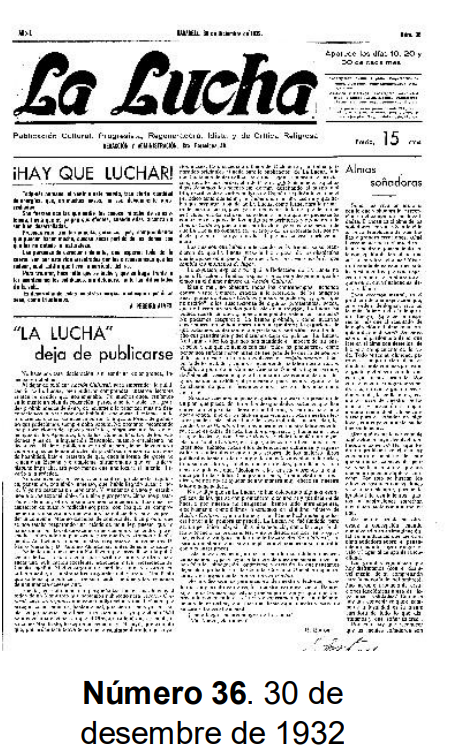
Edició final del diari

Es dona per acabada la publicació de La Lucha, l'editor emet un comunicat oficial on s'acomiada de l'audiència i agraeix la seva fidelitat, esperant-la igualment per al reenfocament de el projecte. Per la resta, les seccions regulars com "Voces de ultratumba", "plumas maestras" i "Instantáneas" aporten com s'havia fet fins aleshores, el seu contingut. En la primera es parla de la culminació de La Lucha, mentre que en l'última s'al·ludeix per la situació actual a un "bofetón a la democracia".

## Final
La revista va deixar d'editar-se al desembre de 1932, el seu últim número data del 30 de desembre del mateix any; no obstant això, es conserven registres pel fet que el Arxiu Històric de Sabadell i la Biblioteca de Catalunya els han emmagatzemat i lloc a disposició pública. La seva versió en format digital es troba disponible en ARCA, Arxiu de Revistes Catalans Antigues i d'igual manera pot trobar-se en microforma. En l'últim número de la publicació, és a dir, el número 36 del 30 de desembre de 1932, “El redactor” i en aquest moment director de la revista, comunica als seus lectors que La lluita donarà per finalitzada l'edició i venda dels seus exemplars, argumenta que la falta de suport i fons insuficients han estat els factors determinants per a això. No obstant això, la publicació es redirigiria feia Luz al pueblo, òrgan de la colònia cristiana social “Regeneración” de Sabadell.

## Relació de participants, directors i col·laboradors

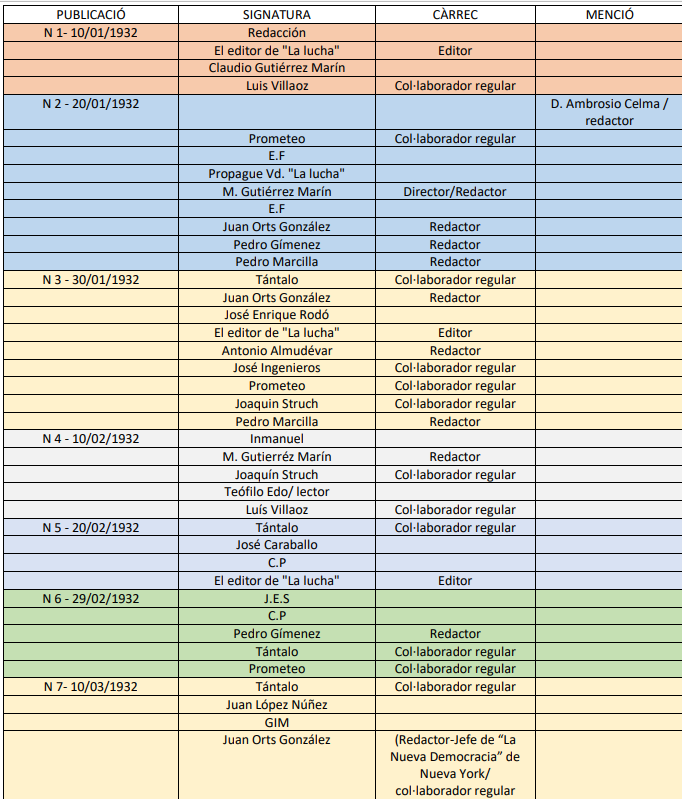
Taula directors i colaboradors del diari "La Lucha" 1

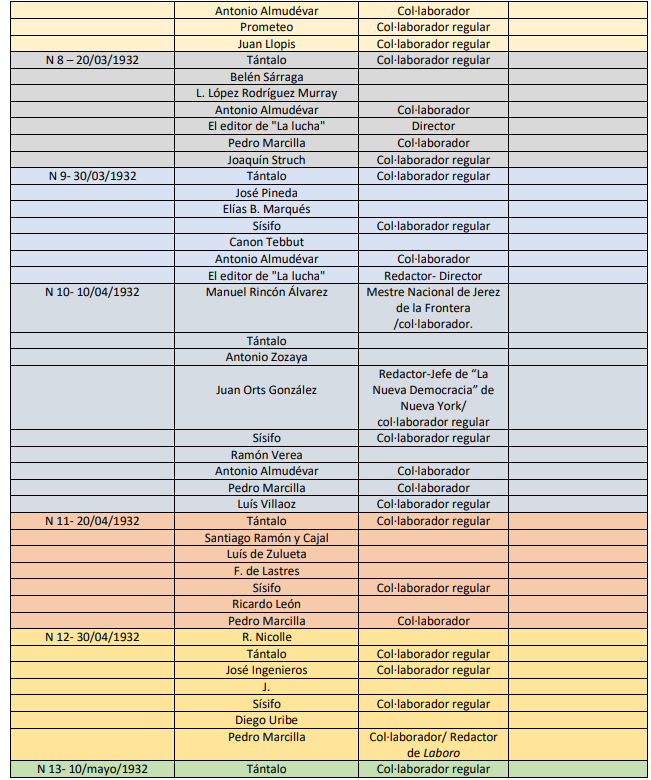
Taula directors i colaboradors del diari "La Lucha" 2

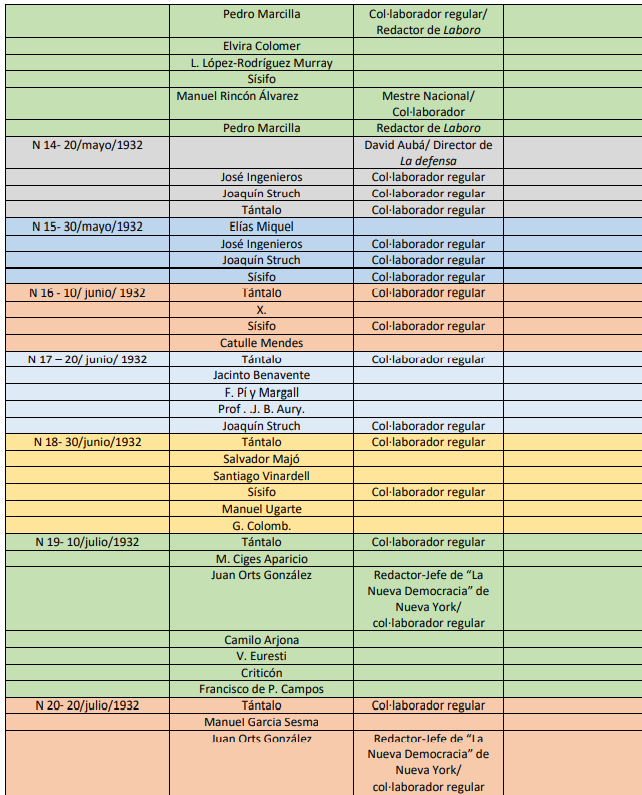
Taula directors i colaboradors del diari "La Lucha" 3

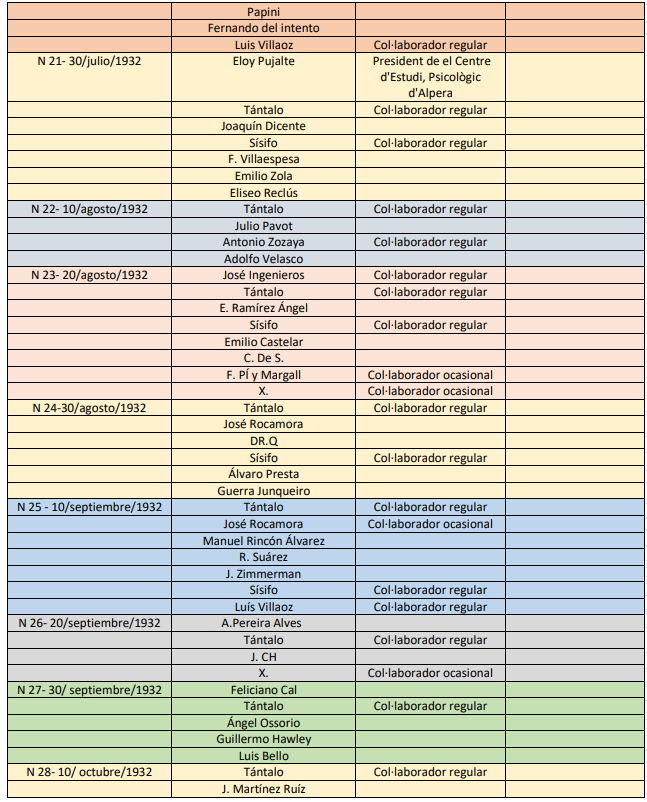
Taula directors i colaboradors del diari "La Lucha" 4

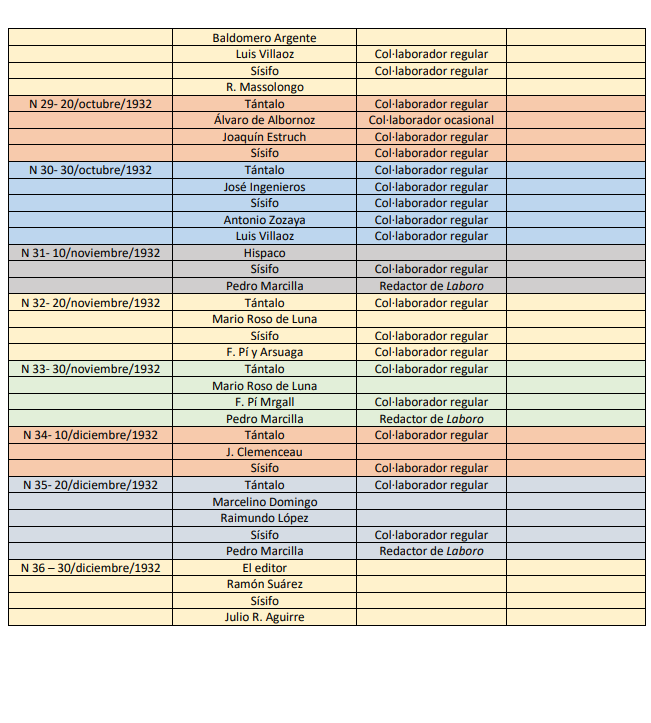
Taula directors i colaboradors del diari "La Lucha" 5